# Нијаз Ферхатовић
Нијаз Ферхатовић (Сарајево, 12. март 1955) бивши je југословенски фудбалер.

## Каријера
Играо је на позицији одбрамбеног играча. Скоро целу играчку каријеру провео је на стадиону „Кошево“. За ФК Сарајево одиграо је 208 прволигашких сусрета у којима је постигао 20 голова. Уз Фарука Хаџибегића и Мирзу Капетановића чинио је зид у одбрани „бордо тима“ током 80-их година. Као интернационалац две сезоне провео је у аустријском прволигашу СК Воест Линц (од 1984. до 1986).
Одиграо је две утакмице за А репрезентацију Југославије.